# Schweizer Nordische Skimeisterschaften 1985
Die Schweizer Nordischen Skimeisterschaften 1985 fanden vom 1. Februar 1985 bis zum 10. Februar 1985 in Einsiedeln statt. Ausgetragen wurden im Skilanglauf bei den Männern die Distanzen 15 km, 30 km und 50 km, sowie die 4 × 10 km Staffel. Bei den Frauen fanden die Distanzen 5 km, 10 km und 20 km, sowie die 4 × 5 km Staffel statt. Erfolgreichster Skilangläufer war Andy Grünenfelder, der alle drei Einzeltitel, sowie mit der Staffel von Alpina St. Moritz gewann. Bei den Frauen siegte Evi Kratzer über 5 km und mit der Staffel von Alpina St. Moritz. Das Skispringen von der 60-m-Schanze gewann Christian Hauswirth und die Nordische Kombination Fredy Glanzmann.

## Skilanglauf

### Männer

#### 30 km
| Platz | Name                  | Verein            | Zeit (std) |
| ----- | --------------------- | ----------------- | ---------- |
| 01    | Andy Grünenfelder     | Alpina St. Moritz | 1:20:45,0  |
| 02    | Giachem Guidon        | Alpina St. Moritz | 1:21:05,3  |
| 03    | Markus Fähndrich      | SC Horw           | 1:22:06,0  |
| 04    | Daniel Sandoz         | Saignelegier      | 1:23:10,6  |
| 05    | Battista Bovisi       | Sangernboden      | 1:23:59,1  |
| 06    | Hanspeter Furger      | Amsteg            | 1:24:07,9  |
| 07    | Joos Ambühl           | SC Davos          | 1:24:10,1  |
| 08    | Jean-Philippe Marchon | Saignelegier      | 1:24:45,8  |
| 09    | Pierre-Eric Rey       | Les Cernets       | 1:25:03,5  |
| 10    | Hans-Luzi Kindschi    | SC Davos          | 1:25:27,1  |

Datum: Mittwoch, 6. Februar 1985 in Einsiedeln

Das mit 80 Läufern gestartete Rennen gewann Andy Grünenfelder und holte damit seinen dritten Meistertitel über 30 km in Folge und seinen zweiten Einzeltitel bei diesen Meisterschaften vor Giachem Guidon und Markus Fähndrich, die gegenüber dem 15-km-Rennen die Plätze tauschten. Der Mitfavorit Konrad Hallenbarter beendete das Rennen vorzeitig.

#### 15 km
| Platz | Name                | Verein                  | Zeit (min) |
| ----- | ------------------- | ----------------------- | ---------- |
| 01    | Andy Grünenfelder   | Alpina St. Moritz       | 47:43,8    |
| 02    | Markus Fähndrich    | SC Horw                 | 48:14,9    |
| 03    | Giachem Guidon      | Alpina St. Moritz       | 49:24,4    |
| 04    | Konrad Hallenbarter | SC Obergoms             | 49:58,4    |
| 05    | Battista Bovisi     | Sangernboden            | 50:00,3    |
| 06    | Jeremias Wigger     | Entlebuch               | 50:20,0    |
| 07    | Daniel Sandoz       | Saignelegier            | 50:28,0    |
| 08    | Joos Ambühl         | SC Davos                | 51:02,4    |
| 09    | André Rey           | Grenzwachtkorps Splügen | 51:08,5    |
| 10    | Jürg Capol          | Domat.Ems               | 51:09,5    |

Datum: Samstag, 2. Februar 1985 in Einsiedeln

Zum dritten Mal in Folge gewann Andy Grünenfelder das Rennen über 15 km.

#### 50 km
| Platz | Name               | Verein            | Zeit (std) |
| ----- | ------------------ | ----------------- | ---------- |
| 01    | Andy Grünenfelder  | Alpina St. Moritz | 2:10:16,0  |
| 02    | Giachem Guidon     | Alpina St. Moritz | 2:11:52,2  |
| 03    | Markus Fähndrich   | SC Horw           | 2:12:14,7  |
| 04    | Daniel Sandoz      | Saignelegier      | 2:12:39,9  |
| 05    | Hanspeter Furger   | Amsteg            | 2:15:33,8  |
| 06    | Joos Ambühl        | SC Davos          | 2:16:37,2  |
| 07    | Battista Bovisi    | Sangernboden      | 2:17:20,4  |
| 08    | Pierre-Eric Rey    | Les Cetnets       | 2:18:06,8  |
| 09    | Walter Thierstein  | Frutigen          | 2:18:17,3  |
| 10    | Hans-Luzi Kindschi | SC Davos          | 2:19:27,7  |

Datum: Sonntag, 10. Februar 1985 in Einsiedeln

Das 50-km-Rennen mit 58 Startern gewann der für St. Moritz startende Andy Grünenfelder vor Giachem Guidon und dem Vorjahressieger Markus Fähndrich. Er gewann damit wie zwei Jahre zuvor alle drei Einzeltitel. Der Nationalmannschaftsläufer Konrad Hallenbarter war nicht am Start und lief stattdessen den Koasalauf.

#### 4 × 10 km Staffel
| Platz | Namen                                                        | Verein            | Zeit (std) |
| ----- | ------------------------------------------------------------ | ----------------- | ---------- |
| 01    | Curdin Kaspar Gian Gilli Giachem Guidon Andy Grünenfelder    | Alpina St. Moritz | 2:22:36,1  |
| 02    | Kurt Fähndrich Walter Brunner Markus Fähndrich Edgar Brunner | SC Horw           | 2:25:20,0  |
| 03    | Urs Baselgia Hans-Luzi Kindschi Gaudenz Ambühl Joos Ambühl   | SC Davos          | 2:27:33,9  |
| 04    | Rene Reichmuth Edgar Steinauer Beat Meier Alois Oberholzer   | SC Einsiedeln     | 2:27:46,2  |

Datum: Sonntag, 3. Februar 1985 in Einsiedeln

### Frauen

#### 5 km
| Platz | Name                 | Verein            | Zeit (min) |
| ----- | -------------------- | ----------------- | ---------- |
| 01    | Evi Kratzer          | Alpina St. Moritz | 15:48,4    |
| 02    | Karin Thomas         | Alpina St. Moritz | 16:10,3    |
| 03    | Annelies Lengacher   | Thun              | 16:30,8    |
| 04    | Christine Brügger    | Alpina St. Moritz | 16:36,2    |
| 05    | Margrit Ruhstaller   | SC Einsiedeln     | 16:42,3    |
| 06    | Martina Schönbächler | SC Einsiedeln     | 16:55,1    |

Datum: Samstag, 2. Februar 1985 in Einsiedeln

#### 10 km
| Platz | Name                 | Verein                | Zeit (min) |
| ----- | -------------------- | --------------------- | ---------- |
| 01    | Martina Schönbächler | SC Einsiedeln         | 31:00,4    |
| 02    | Evi Kratzer          | Alpina St. Moritz     | 31:03,0    |
| 03    | Karin Thomas         | SC Bernina Pontresina | 31:10,7    |
| 04    | Christine Brügger    | Alpina St. Moritz     | 31:24,9    |
| 05    | Annelies Lengacher   | Thun                  | 31:32,6    |
| 06    | Margrit Ruhstaller   | SC Einsiedeln         | 32:16,5    |
| 07    | Ursula Tall-Zini     | SC Bernina Pontresina | 32:32,7    |
| 08    | Gaby Scheidegger     | SC Bernina Pontresina | 32:36,4    |
| 09    | Marianne Irniger     | Urnäsch               | 32:44,5    |
| 010   | Elisabeth Glanzmann  | SC Marbach            | 32:50,2    |

Datum: Mittwoch, 6. Februar 1985 in Einsiedeln

Die Einsiedelnerin Martina Schönbächler gewann überraschend dieses 10-km-Rennen mit 2,6 Sekunden Vorsprung auf die Topfavoriten und Vorjahressiegerin Evi Kratzer, die damit ihren vierten Titel in Folge über die 10-km-Distanz verpasste.

#### 20 km
| Platz | Name              | Verein                | Zeit (std) |
| ----- | ----------------- | --------------------- | ---------- |
| 01    | Karin Thomas      | SC Bernina Pontresina | 1:04:00,5  |
| 02    | Christine Brügger | Alpina St. Moritz     | 1:04:39,0  |
| 03    | Evi Kratzer       | Alpina St. Moritz     | 1:05:08,9  |
| 04    | Gaby Scheidegger  | SC Bernina Pontresina | 1:08:10,0  |
| 05    | Cornelia Thomas   | SC Bernina Pontresina | 1:10:39,3  |
| 06    | Karin Knecht      | Chur                  | 1:12:22,1  |
| 07    | Susi Steiners     | Langnau               | 1:12:27,5  |
| 08    | Silvia Baumann    | Schwellbrunn          | 1:14:12,5  |
| 09    | Margrit Wyss      | Bern                  | 1:14:12,8  |
| 010   | Fränzi Heim       | Homberg               | 1:15:29,2  |

Datum: Samstag, 9. Februar 1985 in Einsiedeln

Die 24-jährige Karin Thomas gewann vor Christine Brügger und der Vorjahressiegerin Evi Kratzer und holte nach 1981 über 5 km ihren zweiten Meistertitel.

#### 3 × 5 km Staffel
| Platz | Namen                                           | Verein                       | Zeit (min) |
| ----- | ----------------------------------------------- | ---------------------------- | ---------- |
| 01    | Ursula Tall-Zini Christine Brügger Evi Kratzer  | Alpina St. Moritz            | 57:33,6    |
| 02    | Gaby Scheidegger Cornelia Thomas Karin Thomas   | SC Bernina Pontresina        | 58:05,7    |
| 03    | Franziska Ogi Monika Germann Annelies Lengacher | Berner Oberländer Skiverband | 1:01:03,7  |

Datum: Sonntag, 3. Februar 1985 in Einsiedeln

## Nordische Kombination

### Einzel
| Platz | Name              | Ort        | Weiten        | Punktestand nach dem Springen | Gesamtpunkte |
| ----- | ----------------- | ---------- | ------------- | ----------------------------- | ------------ |
| 01    | Fredy Glanzmann   | SC Marbach | 59,5 m 60,0 m | 213                           | 433          |
| 02    | Walter Hurschler  | Bannalp    | 51,0 m 53,0 m | 178,7                         | 383,05       |
| 03    | Karl Lustenberger | SC Marbach | 50,0 m 52,0 m | 177,3                         | 367          |

Datum: Freitag, 1. Februar und Samstag, 2. Februar 1985 in Einsiedeln

Der Marbacher und WM-Fünfte Fredy Glanzmann gewann mit Weiten von 59,5 m und 60 m und insgesamt 433 Punkten seinen ersten Meistertitel. Der Neunte der WM 1985 Andreas Schaad errang mit 423,5 Punkten den zweiten Platz, wurde aufgrund seines Alters nur bei den Junioren gewertet und holte damit den Juniorentitel. Es nahmen 19 Kombinierer, davon neun Junioren teil.

## Skispringen

### 60-m-schanze
| Platz | Name                | Verein          | Weite 1 | Weite 2 | Punkte |
| ----- | ------------------- | --------------- | ------- | ------- | ------ |
| 01    | Christian Hauswirth | Ski-Club Gstaad | 61,0 m  | 60,0 m  | 223,8  |
| 02    | Pascal Reymond      | Vaulion         | 58,5 m  | 61,5 m  | 219,0  |
| 03    | Markus Gähler       | Heiden          | 57,5 m  | 57,0 m  | 200,6  |

Datum: Sonntag, 3. Februar 1985 in Einsiedeln

Der Springen auf der 60-m-Schanze gewann erstmals der 19-jährige Christian Hauswirth aus Gstaad mit Weiten von 61 m und 60 m und 4,8 Punkten Vorsprung vor den zweitplatzierten Pascal Reymond, der im 2. Durchgang die Tagesbestweite von 61,5 m sprang. Die Mitfavoriten und Nationalmannschaftsspringer Gérard Balanche und Fabrice Piazzini errangen die Plätze sieben und acht.